# PRESENTS (MY LITTLE LOVERのアルバム)
『PRESENTS』（プレゼンツ）は1998年3月4日に発売されたMY LITTLE LOVERの2枚目のアルバム。発売元はトイズファクトリー。

## 解説
- PRESENTSの意味はSがついていることから「贈り物・プレゼント」という意味の他に、「現在」という意味を込めている。『空の下で』他、3曲のシングルを含むが、前出の大ヒット『ALICE』の収録がアルバムのコンセプト上、次作に見送られている。
- 前アルバムから2年3ヶ月ぶりとなったが、この年はMY LITTLE LOVERのアルバム、曲が次々と出ることになり、その先駆けとなるアルバムである。
- 2008年にエイベックスから再発された際に、ホワイトのクリアスリーブケース仕様であったものが通常のプラケース仕様に再デザインされている。

## 収録曲
| 全作詞・作曲・編曲: 小林武史（※作詞: 7、9、小林武史・AKKO）。 |                                                |                                          |                                          |      |
| #                                                             | タイトル                                       | 作詞                                     | 作曲・編曲                               | 時間 |
| 1.                                                            | 「OVER TURE 〜Times Circle〜（Instrumental）」 | 小林武史 （※作詞: 7、9、小林武史・AKKO） | 小林武史 （※作詞: 7、9、小林武史・AKKO） | 0:42 |
| 2.                                                            | 「空の下で」                                   | 小林武史 （※作詞: 7、9、小林武史・AKKO） | 小林武史 （※作詞: 7、9、小林武史・AKKO） | 5:10 |
| 3.                                                            | 「My sweet lord」                              | 小林武史 （※作詞: 7、9、小林武史・AKKO） | 小林武史 （※作詞: 7、9、小林武史・AKKO） | 4:20 |
| 4.                                                            | 「回廊をぬけて」                               | 小林武史 （※作詞: 7、9、小林武史・AKKO） | 小林武史 （※作詞: 7、9、小林武史・AKKO） | 5:21 |
| 5.                                                            | 「Shuffle」                                    | 小林武史 （※作詞: 7、9、小林武史・AKKO） | 小林武史 （※作詞: 7、9、小林武史・AKKO） | 4:41 |
| 6.                                                            | 「Naked」                                      | 小林武史 （※作詞: 7、9、小林武史・AKKO） | 小林武史 （※作詞: 7、9、小林武史・AKKO） | 6:10 |
| 7.                                                            | 「anniversary」(作詞: 小林武史・AKKO)          | 小林武史 （※作詞: 7、9、小林武史・AKKO） | 小林武史 （※作詞: 7、9、小林武史・AKKO） | 4:31 |
| 8.                                                            | 「NOW AND THEN 〜失われた時を求めて〜」        | 小林武史 （※作詞: 7、9、小林武史・AKKO） | 小林武史 （※作詞: 7、9、小林武史・AKKO） | 5:45 |
| 9.                                                            | 「愛のために」(作詞: 小林武史・AKKO)           | 小林武史 （※作詞: 7、9、小林武史・AKKO） | 小林武史 （※作詞: 7、9、小林武史・AKKO） | 4:17 |
| 10.                                                           | 「YES 〜free flower〜」                        | 小林武史 （※作詞: 7、9、小林武史・AKKO） | 小林武史 （※作詞: 7、9、小林武史・AKKO） | 5:04 |
| 11.                                                           | 「遠い河」                                     | 小林武史 （※作詞: 7、9、小林武史・AKKO） | 小林武史 （※作詞: 7、9、小林武史・AKKO） | 5:38 |
| 合計時間:                                                     | 合計時間:                                      | 51:39                                    |                                          |      |

### 楽曲解説
1. OVER TURE 〜Times Circle〜（Instrumental）
インストゥルメンタル。
2. 空の下で
10thシングル
今作からの先行シングルカット曲。
3. My sweet lord
8thシングルのカップリング
4. 回廊をぬけて
読みは『コリドーをぬけて』である。
5. Shuffle
8thシングル
6. Naked
後に11thシングル「DESTINY」のカップリング曲としてリカット。
7. anniversary
8. NOW AND THEN 〜失われた時を求めて〜
5thシングル
表記は無いがアルバムバージョンであり、シングルよりもアウトロが長くなっている。
MVで使用されている音源もこのアルバムバージョンである。
9. 愛のために
10. YES 〜free flower〜
6thシングル
11. 遠い河

### 参加ミュージシャン
松永俊弥：Drums (2, 3, 4, 6, 8, 9, 10, 11)

美久月千晴：Bass (4, 8, 10)

山本拓夫：Saxophone (5)

荒木敏男：Trumpet (5)

西村浩二：Trumpet  (5)

広原正典：Trombone (5)

村田陽一：Trombone (8)

Henry Hirsch：Bass (8)

David Domanich：Drums (8)

大滝裕子：Chorus (11)

四家卯大：Cello (8)

Claude Gaudette Strings：Strings (8)

落合ストリングス：Strings (1)